# Západoněmecké fotbalové mistrovství
Západoněmecké fotbalové mistrovství (německy: Westdeutsche Fußballmeisterschaft) byla nejvyšší fotbalová soutěž pořádající se na území Severního Porýní-Vestfálska, Sárska, Porýní-Falce a Hesenska. Soutěž pořádala asociace Westdeutscher Spiel-Verband (WSV).

## Přehled
Německý fotbal byl od počátků organizován do jednotlivých regionálních svazů, které měli své vlastní soutěže. Ty existovaly ještě před vznikem prvního německého celostátního mistrovství v roce 1903. Právě vítězové (později i vicemistři) různých regionálních soutěží postupovaly do celostátní soutěže, která trvala necelý měsíc, v níž se pak kluby utkaly vyřazovacím způsobem. Zde je seznam regionálních soutěží až do jejich zrušení nacistickou stranou v roce 1933:
- Baltské fotbalové mistrovství – založené v roce 1908
- Braniborské fotbalové mistrovství – založené v roce 1898
- Jihoněmecké fotbalové mistrovství – založené v roce 1898
- Severoněmecké fotbalové mistrovství – založené v roce 1906
- Fotbalové mistrovství Severovýchodního Německa – založené v roce 1906
- Středoněmecké fotbalové mistrovství – založené v roce 1902
- Západoněmecké fotbalové mistrovství – založené v roce 1903

## Nejlepší kluby v historii - podle počtu titulů
| Vítězové nejvyšší ligové soutěže |        |                                                                  |
| Klub                             | Tituly | Vítězné ročníky                                                  |
| Duisburger SpV                   | 11     | 1904, 1905, 1908, 1910, 1911, 1913, 1914, 1921, 1924, 1925, 1927 |
| FC Schalke 04                    | 4      | 1929, 1930, 1932, 1933                                           |
| Kölner SC 1899                   | 2      | 1903, 1906                                                       |
| Arminia Bielefeld                | 2      | 1922, 1923                                                       |
| Düsseldorfer SC 99               | 1      | 1907                                                             |
| SC München-Gladbach              | 1      | 1909                                                             |
| Kölner BC 01                     | 1      | 1912                                                             |
| VfTuR München-Gladbach           | 1      | 1920                                                             |
| VfR Köln 04 rrh.                 | 1      | 1926                                                             |
| SpVgg Sülz 07                    | 1      | 1928                                                             |
| Fortuna Düsseldorf               | 1      | 1931                                                             |

## Vítězové jednotlivých ročníků
| Westdeutsche Fußballmeisterschaft (1902 – 1933)                                          |                            |                                 |                           |
| Ročník                                                                                   | Západoněmecký mistr        | Umístění v německém mistrovství | Německý mistr             |
| 1902 – 1903                                                                              | Kölner SC 1899 (1)         | bez účasti                      | VfB Leipzig               |
| 1903 – 1904                                                                              | Duisburger SpV (1)         | Semifinále                      | nikdo                     |
| 1904 – 1905                                                                              | Duisburger SpV (2)         | Čtvrtfinále                     | Union 92 Berlin           |
| 1905 – 1906                                                                              | Kölner SC 1899 (2)         | Čtvrtfinále                     | VfB Leipzig               |
| 1906 – 1907                                                                              | Düsseldorfer FC (1)        | Čtvrtfinále                     | Freiburger FC             |
| 1907 – 1908                                                                              | Duisburger SpV (3)         | Semifinále                      | Berliner TuFC Viktoria 89 |
| 1908 – 1909                                                                              | FC München-Gladbach (1)    | Čtvrtfinále                     | Karlsruher FC Phönix      |
| 1909 – 1910                                                                              | Duisburger SpV (4)         | Čtvrtfinále                     | Karlsruher FV             |
| 1910 – 1911                                                                              | Duisburger SpV (5)         | Čtvrtfinále                     | Berliner TuFC Viktoria 89 |
| 1911 – 1912                                                                              | Kölner BC 01 (1)           | Čtvrtfinále                     | Holstein Kiel             |
| 1912 – 1913                                                                              | Duisburger SpV (6)         | Finále                          | VfB Leipzig               |
| 1913 – 1914                                                                              | Duisburger SpV (7)         | Semifinále                      | SpVgg Fürth               |
| • V letech 1914 až 1918 se západoněmecké mistrovství nekonalo kvůli první světové válce. |                            |                                 |                           |
| 1919 – 1920                                                                              | VfTuR München-Gladbach (1) | Čtvrtfinále                     | 1. FC Norimberk           |
| 1920 – 1921                                                                              | Duisburger SpV (8)         | Semifinále                      | 1. FC Norimberk           |
| 1921 – 1922                                                                              | Arminia Bielefeld (1)      | Čtvrtfinále                     | žádný                     |
| 1922 – 1923                                                                              | Arminia Bielefeld (2)      | Čtvrtfinále                     | Hamburger SV              |
| 1923 – 1924                                                                              | Duisburger SpV (9)         | Semifinále                      | 1. FC Norimberk           |
| 1924 – 1925                                                                              | Duisburger SpV (10)        | Semifinále                      | 1. FC Norimberk           |
| 1925 – 1926                                                                              | VfR Köln 04 rrh. (1)       | Osmifinále                      | SpVgg Fürth               |
| 1926 – 1927                                                                              | Duisburger SpV (11)        | Osmifinále                      | 1. FC Norimberk           |
| 1927 – 1928                                                                              | SpVgg Sülz 07 (1)          | Čtvrtfinále                     | Hamburger SV              |
| 1928 – 1929                                                                              | FC Schalke 04 (1)          | Čtvrtfinále                     | SpVgg Fürth               |
| 1929 – 1930                                                                              | FC Schalke 04 (2)          | Čtvrtfinále                     | Hertha BSC                |
| 1930 – 1931                                                                              | Fortuna Düsseldorf (1)     | Osmifinále                      | Hertha BSC                |
| 1931 – 1932                                                                              | FC Schalke 04 (3)          | Semifinále                      | FC Bayern Mnichov         |
| 1932 – 1933                                                                              | FC Schalke 04 (4)          | Finále                          | Fortuna Düsseldorf        |